# Отель Конде
Отель Конде (фр. Hôtel de Condé) — главная парижская резиденция (отель) принцев Конде, младшей ветви Бурбонов, с 1612 по 1764/70 год.
Отель дал название улице rue de Condé, на которую выходил его передний двор. Театр «Одеон» был построен в бывших садах особняка в 1779—1782 годах.

## История
Первый отель Конде был построен за городскими стенами Филиппа II Августа Антуаном де Корби, премьером Парижского парламента. Во времена правления Карла IX собственность принадлежала натурализованному флорентийскому банкиру Альберу де Гонди, фавориту короля. Отель конфисковали, когда его сын Филипп-Эмманюэль де Гонди разорился.
В 1610 году Мария Медичи подарила его Генриху II, принцу Конде, в качестве частичной компенсации за его согласие жениться на Шарлотте Маргарите де Монморанси, бывшей любовнице Генриха IV. При новом владельце особняк был в значительной степени перестроен.
Маркиз де Сад родился в отеле Конде, где у его матери Мари-Элеонор де Майе-Брезе де Карман, фрейлины принцессы Конде, были комнаты.
Луи-Жозеф, принц Конде, его любовница принцесса Монако и члены семьи Конде переехали во Бурбонский дворец в 1764 году.
В 1770 году Людовик XV выкупил особняк и его сады и предоставил террасы сада для выполнения театрального проекта, предназначенного для «Комеди Франсез». Архитекторами были назначены Шарль де Вайи и Мари-Жозеф Пейр. В 1778 году Людовик XVI предложил своему брату, графу Прованскому, Люксембургский дворец и отель Конде. В 1779 году территория отеля была поделена на участки, началась масштабная застройка. Были проложены улицы, включая rue de l’Odéon, сначала называвшуюся rue du Théâtre-Français. Это была первая парижская улица с тротуарами, открытая одновременно с новым театром «Франсез» (1782), с 1807 года называющимся театром «Одеон».

## Описание
Отель представлял собой обширный ансамбль сооружений с крыльями, разделёнными узкими внутренними двориками, с неуклюжими вкраплениями и заборчиками; однако главный корпус выходил на обширный партер во французском стиле, отделённый от курдонёра примечательными коваными перилами. Ряд из трёх террас спускался к rue de Vaugirard, обращённой к Люксембургскому дворцу. Сад был настолько большим, что, когда Люксембургский сад было необходимо закрыть для публики, ворота резиденции принца Конде могли открыть; сад вмещал толпы народа без малейших затруднений.